# Semele (planetka)
(86) Semele je planetka nacházející se v hlavním pásu asteroidů. Její průměr činí asi 121 km. Byla objevena 4. ledna 1866 německým astronomem F. Tietjenem.